# 洛氏角毛藻复合群
洛氏角毛藻复合群（学名：Chaetoceros lorenzianus complex）是指具有与洛氏角毛藻相似形态学特征的角毛藻属硅藻集合，目前包括7个物种：洛氏角毛藻、并基角毛藻、 密特拉角毛藻、优美角毛藻、平孢角毛藻、曼纳角毛藻和稀树角毛藻。

## 形态特征
洛氏角毛藻复合群的典型形态特征包括直链状群体、多个色素体、角毛硬且直、链端角毛异于链中角毛。除并基角毛藻和曼纳角毛藻外, 其他物种均发现有休眠孢子。